# Freedom Records
La Freedom Records è stata un'etichetta discografica jazz diretta da Shel Safran e fondata da Alan Bates come divisione della Black Lion Records.
Le registrazioni individuali furono distribuite tramite la Polydor Records e la Transatlantic Records all'inizio degli anni settanta, prima che la compagnia fosse acquistata dalla Arista Records con l'etichetta Arista/Freedom nel 1975.

## Discografia
- 1000: Albert Ayler & Don Cherry - Vibrations
- 1001: Marion Brown - Porto Novo
- 1002: Charles Tolliver - Paper Man[4]
- 1003: Gato Barbieri & Dollar Brand- Confluence
- 1004: Randy Weston - Carnival
- 1005: Cecil Taylor - Silent Tongues
- 1006: Roswell Rudd - Flexible Flyer
- 1007: Andrew Hill - Spiral
- 1008: Oliver Lake - Heavy Spirits
- 1009: Stanley Cowell -  Brilliant Circles
- 1010: Roland Hanna -  Perugia
- 1011: Dewey Redman -  Look for the Black Star
- 1012: Julius Hemphill -  Coon Bid'ness
- 1013: Mal Waldron -  Blues for Lady Day
- 1014: Randy Weston - Blues to Africa
- 1015: Frank Lowe -  Fresh
- 1016: Archie Shepp - There's a Trumpet in My Soul
- 1017: Tolliver, Charles -  The Ringer
- 1018: Ayler, Albert -  Witches & Devils
- 1019: New York Mary -  New York Mary
- 1020: Hampton Hawes - Live at the Montmartre
- 1021: Ted Curson - Tears for Dolphy
- 1022: Human Arts Ensemble -  Under the Sun
- 1023: Hill, Andrew -  Live At Montreux
- 1024: Oliver Lake - Ntu: Point from Which Creation Begins
- 1025: John Payne & Louis Levin - Bedtime Stories
- 1026: Randy Weston - Berkshire Blues
- 1027: Shepp, Archie - Montreux One
- 1028: Julius Hemphill - Dogon A.D.
- 1029: Rudd, Roswell - Inside Job
- 1030: Ted Curson - Flip Top
- 1031: Jan Garbarek - Esoteric Circle
- 1032: Stanley Cowell - Blues for the Viet Cong
- 1033: Stephane Grappelli -  Parisian Thoroughfare
- 1034: Archie Shepp - Montreux Two
- 1035: New York Mary - Piece of the Apple
- 1036: Payne, John & Louis Levin - Razor's Edge
- 1037: Richard Teitelbaum and Anthony Braxton - Time Zones
- 1038: Cecil Taylor - Indent
- 1039: Human Arts Ensemble -  Whisper of Dharma
- 1040: Miroslav Vitous - Miroslav
- 1041: Dudu Pukwana - Diamond Express
- 1042: Mal Waldron - Signals
- 1043: Hawes, Hampton -  A Little Copenhagen Night Music
- 1900: Ornette Coleman - The Great London Concert
- 1901: Paul Bley -  Copenhagen And Haarlem
- 1902: Braxton, Anthony - The Complete Braxton 1971
- 1903: Art Ensemble Of Chicago -  Paris Session (The Spiritual and Tutankhamun ristampato insieme)
- 1904: Marion Brown - Duets
- 1905: Taylor, Cecil -  Nefertiti, the Beautiful One Has Come
- 1906: Dave Burrell - High Won-High Two